# Friedrich Wacker
Friedrich Wacker (* 11. September 1901 in Leonberg; † 10. Februar 1979 in Rottweil) war ein deutscher Grünlandsoziologe.

## Leben
Friedrich Wacker studierte Landwirtschaft an der Landwirtschaftlichen Hochschule Hohenheim und der Universität Halle. In Hohenheim wurde er Mitglied des Corps Germania. 1928 erfolgte in Halle seine Promotion. Anschließend war er wissenschaftlicher Assistent an den landwirtschaftlichen Instituten in Gießen und Jena bei Ernst Klapp, wo er in der Grünlandforschung insbesondere die Beziehung zwischen Pflanzenbestand und Bodeneigenschaften bearbeitete. Nach mehrjähriger Tätigkeit in der amtlichen Bodenschätzung habilitierte er sich 1943 an der Landwirtschaftlichen Hochschule Hohenheim.
Nach dem Zweiten Weltkrieg nahm er zunächst eine Tätigkeit als Sachbearbeiter für Bodenkunde im Geologischen Amt in Tübingen an und wurde in der Folge Leiter der Abteilung Bodenkunde des Geologischen Landesamts Baden-Württemberg in Freiburg. Seine Forschungsschwerpunkte lagen seitdem auf den Gebieten der Grünlandsoziologie und Bodenkunde sowie ihrer Kartierung. Von 1953 bis 1957 war er Lehrbeauftragter an der Universität Tübingen. Von 1956 bis 1959 hatte er eine Dozentur an der Landwirtschaftlichen Hochschule Hohenheim inne, später an der Forstabteilung der Naturwissenschaftlichen Fakultät der Universität Freiburg.

## Schriften
- Der Einfluß der Azidität und des Sättigungszustandes der Böden bei Phosphorsäure- und Kaliaufnahme, 1928
- Vergleichende Prüfung von landwirtschaftlich brauchbaren Verfahren der Grünlandbestandsuntersuchung, 1943
- Pflanzenbestand und Feuchtverhältnisse des Grünlandes. Zur Frage der Bewertung von Bestandsaufnahmen, 1973